# .tm
.tm is het achtervoegsel van domeinen van websites uit Turkmenistan.